# Коулмен (Флорида)
Коулмен (англ. Coleman) — місто (англ. city) в США, в окрузі Самтер штату Флорида. Населення — 642 особи (2020).

## Географія
Коулмен розташований за координатами 28°48′4″ пн. ш. 82°4′11″ зх. д. / 28.80111° пн. ш. 82.06972° зх. д. (28.801221, -82.069703).  За даними Бюро перепису населення США в 2010 році місто мало площу 6,83 км², уся площа — суходіл.

## Демографія
Згідно з переписом 2010 року, у місті мешкали 703 особи в 279 домогосподарствах у складі 182 родин. Густота населення становила 103 особи/км².  Було 334 помешкання (49/км²).
Расовий склад населення:
| - 57,2 % — білих - 38,7 % — чорних або афроамериканців - 0,9 % — корінних американців - 0,6 % — азіатів - 2,0 % — осіб інших рас |

До двох чи більше рас належало 0,7 %. Частка іспаномовних становила 4,7 % від усіх жителів.
За віковим діапазоном населення розподілялося таким чином: 22,8 % — особи молодші 18 років, 62,8 % — особи у віці 18—64 років, 14,4 % — особи у віці 65 років та старші. Медіана віку мешканця становила 43,6 року. На 100 осіб жіночої статі у місті припадало 91,0 чоловіків;  на 100 жінок у віці від 18 років та старших — 88,5 чоловіків також старших 18 років.
Середній дохід на одне домашнє господарство  становив 41 731 долар США (медіана — 32 026), а середній дохід на одну сім'ю — 50 528 доларів (медіана — 33 846). За межею бідності перебувало 12,7 % осіб, у тому числі 15,4 % дітей у віці до 18 років та 1,8 % осіб у віці 65 років та старших.
Цивільне працевлаштоване населення становило 233 особи. Основні галузі зайнятості: освіта, охорона здоров'я та соціальна допомога — 28,3 %, виробництво — 21,5 %, роздрібна торгівля — 18,5 %.